# Таловка (Змеиногорский район)
Таловка — село в Змеиногорском районе Алтайского края России. Административный центр и единственный населённый пункт Таловского сельсовета.

## История
Таловка была основана в 1830 году. В «Списке населенных мест Российской империи» 1868 года издания населённый пункт упомянут как заводской рудник Таловский Бийского округа (2-го участка) Томской губернии при колодце. В населённом пункте имелось 9 дворов и проживало 78 человек (18 мужчин и 26 женщин).
В 1899 году в селе Таловское, относившемуся к Курьинской волости Змеиногорского уезда, имелось 364 двора (361 крестьянский и 3 некрестьянских) и проживало 2786 человек (1399 мужчин и 1386 женщин). Функционировали православная Михаило-Архангельская церковь, церковно-приходская школа, школа грамоты, хлебозапасный магазин, питейное заведение, две лавки, три маслобойни, мукомольная мельница и семидневная ярмарка.
По состоянию на 1911 год Таловское включало в себя 605 дворов. Население на тот период составляло 7002 человека.

В 1926 году в селе Таловка имелось 484 хозяйства и проживало 2675 человек (1308 мужчин и 1367 женщин). Функционировали школа I ступени, изба-читальня, библиотека и лавка общества потребителей. В административном отношении Таловка являлась центром сельсовета Курьинского района Рубцовского округа Сибирского края.
Церковь деревянная однопрестольная, открыта в 1910 году в посёлке Таловский Томского уезда, Таловского волостного правления. При церкви открыта церковно-приходская школа.

## География
Село находится в южной части Алтайского края, к северу от Колыванского хребта, на берегах реки Таловка, на расстоянии примерно 33 километров (по прямой) к северо-западу от города Змеиногорск, административного центра района. Абсолютная высота — 276 метров над уровнем моря.

Климат умеренный, континентальный. Средняя температура января составляет −15,1 °C, июля — +19,2 °C. Годовое количество атмосферных осадков — 650 мм.

## Население
| 1997  | 1998  | 1999  | 2000  | 2001  | 2002  | 2003  |
| ----- | ----- | ----- | ----- | ----- | ----- | ----- |
| 1425  | ↗1460 | ↗1463 | ↘1403 | ↘1259 | ↗1280 | ↘1207 |
| 2004  | 2005  | 2006  | 2007  | 2008  | 2009  | 2010  |
| ↘1142 | ↘1078 | ↘1056 | ↗1063 | ↗1077 | ↘1062 | ↘907  |
| 2011  | 2012  | 2013  | 2014  | 2015  | 2016  | 2017  |
| ↘902  | ↘884  | ↘840  | ↘807  | ↗824  | ↘814  | ↘796  |
| 2018  | 2019  | 2020  | 2021  |       |       |       |
| ↘776  | ↘757  | ↘733  | ↘708  |       |       |       |

Согласно результатам переписи 2002 года, в национальной структуре населения русские составляли 95 %.

## Инфраструктура
В селе функционируют средняя общеобразовательная школа, фельдшерско-акушерский пункт (филиал КГБУЗ «Центральная районная больница г. Змеиногорска»), дом культуры, библиотека и отделение Почты России.

## Улицы
Уличная сеть села состоит из семи улиц: Заводской, Заречной, Молодёжной, Набережной, Октябрьской, Первомайской и Советской.